# Jeremy Wotherspoon
Jeremy Wotherspoon (Humboldt (Canada), 26 oktober 1976) is een voormalig langebaanschaatser uit Canada. Zijn specialisme lag bij de 500 en 1000 meter.

## Biografie
Wotherspoon is viervoudig wereldkampioen sprint, tweevoudig wereldkampioen op de 500 meter en hij werd eenmaal wereldkampioen op de 1000 meter. Hij is recordhouder wat wereldbekeroverwinningen betreft bij de mannen.
Vanaf 1996 is Wotherspoon actief op het hoogste niveau in de internationale schaatssport en hij heeft sindsdien vijftien wereldrecords gereden. Ard Schenk is met 18 wereldrecords de enige schaatser die vaker mondiale tijden aanscherpte. Ondanks de jarenlange overheersing op de sprint won de Canadees nog nooit een olympische titel. Zowel in 2002 als 2006 zag Wotherspoon zijn kans op goud verdwijnen door een (bijna) valpartij. In 1998 won hij in Nagano nog wel zilver op de 500 meter, wat tot nu toe zijn enige olympische medaille is.
Sinds 9 november 2007 is hij wereldrecordhouder op de 500 meter met 34,03. De rondetijd van 24,32 die hij datzelfde weekend op de duizend meter reed is de snelste ooit. Op 29 december 2007 heeft Wotherspoon tijdens de Canadese afstandskampioenschappen het wereldrecord 2x500 meter aangescherpt tot een puntentotaal van 68.57, 0.12 onder het oude record van de Zuid-Koreaan Lee Kang-seok van 9 maart 2007 in Salt Lake City.
Tijdens de eerste krachtmeting in het seizoen 2008/2009, de worldcupwedstrijd in Berlijn, brak Wotherspoon zijn arm op de tweede 500 meter. Seizoen 2009/2010 begon ook matig: hij wist zich niet te plaatsen voor de 500 meter tijdens de eerste worldcupreeks. Op 4 juni 2013 kondigde Wotherspoon zijn rentree aan. Hij probeerde zich tevergeefs te plaatsen voor de Olympische Winterspelen in Sotsji. Oud-sprinter Jan Bos fungeerde als coach. Tijdens de Canadese trials werd hij op de 500 meter in de eerste omloop derde, maar verliep de tweede omloop niet als gewenst (7e) waardoor hij naast de tickets grijpt.

### Coach

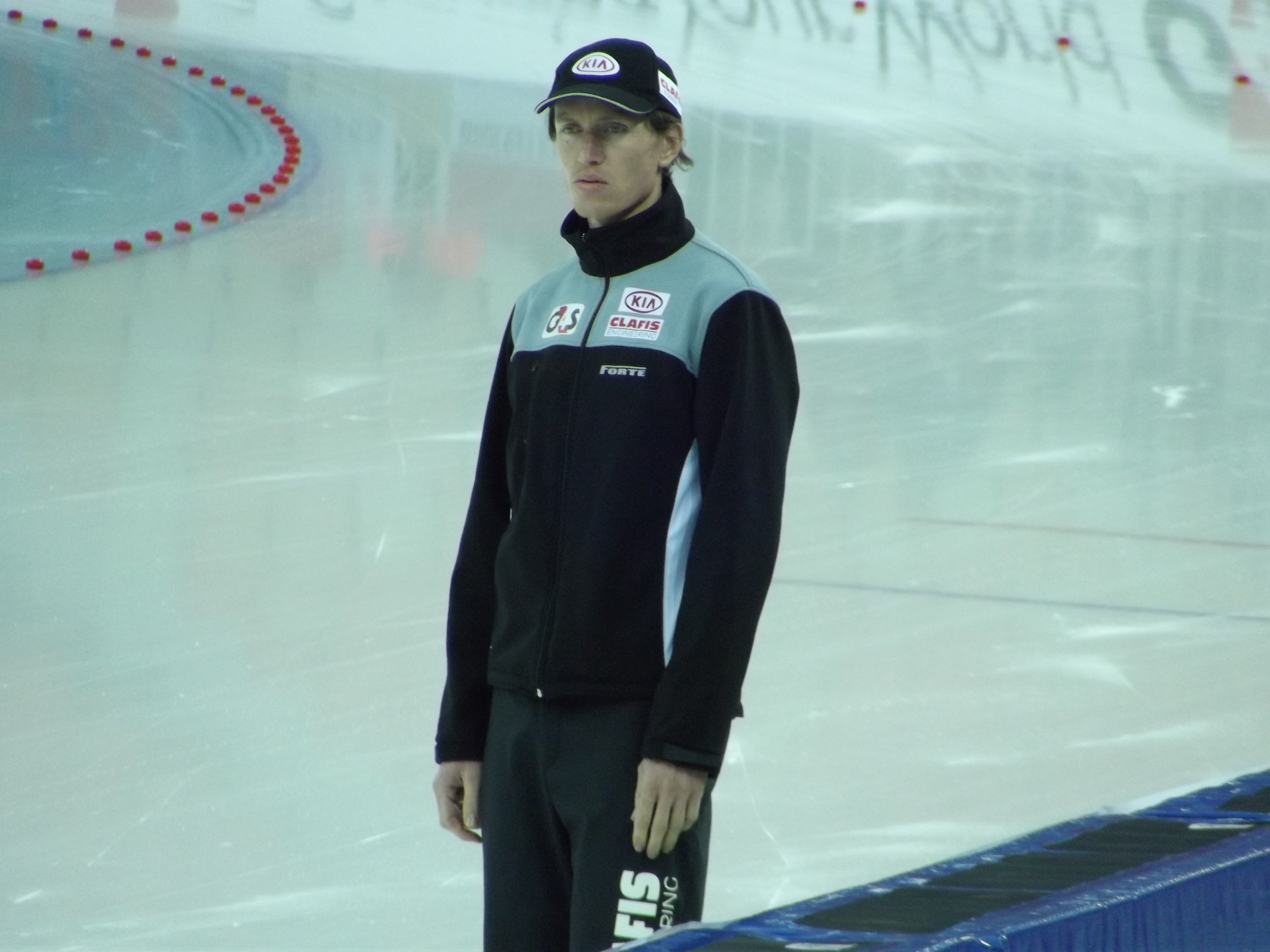
Jeremy Wotherspoon als coach tijdens de WK afstanden 2013

Aan het einde van seizoen 2009/2010 werd bekend dat Wotherspoon als coach aan de slag gaat bij SportNavigator.nl, een internationale schaatsacademie die kleine schaatslanden gaat begeleiden in Inzell. Hier begeleidde hij onder meer de sprinters Artur Waś, Haralds Silovs en Beixing Wang.
Met ingang van seizoen 2015/2016 is Wotherspoon sprintcoach van de Noorse selectie met daarin onder meer Espen Aarnes Hvammen en Hege Bøkko. Na dat seizoen verlengd hij zijn contract tot en met de Olympische Spelen van 2018 in Pyeongchang.

## Privé
Wotherspoon heeft samen met zijn vriendin, oud-schaatsster Kim Weger, een dochter.

## Records

### Persoonlijk records
| Afstand    | Tijd    | Datum            | Baan           |
| ---------- | ------- | ---------------- | -------------- |
| 500 meter  | 34,03   | 9 november 2007  | Salt Lake City |
| 1000 meter | 1.07,03 | 11 november 2007 | Salt Lake City |
| 1500 meter | 1.46,18 | 28 december 2005 | Calgary        |
| 3000 meter | 4.02,17 | 26 oktober 2002  | Calgary        |
| 5000 meter | 7.37,36 | 10 maart 1996    | Calgary        |

### Wereldrecords
| Nr.   | Afstand                   | Tijd    | Datum            | Baan           |
| ----- | ------------------------- | ------- | ---------------- | -------------- |
| jr1.  | 1000 meter (junioren)     | 1.14,11 | 17 maart 1995    | Calgary        |
| jr2.  | Sprintvierkamp (junioren) | 148,350 | 18 maart 1995    | Calgary        |
| jr3.  | 1000 meter (junioren)     | 1.13,55 | 22 december 1995 | Calgary        |
| jr4.  | 1000 meter (junioren)     | 1.13,35 | 23 december 1995 | Calgary        |
| jr5.  | Sprintvierkamp (junioren) | 147,300 | 23 december 1995 | Calgary        |
| jr6.  | 500 meter (junioren)      | 36,67   | 1 maart 1996     | Calgary        |
| jr7.  | 1000 meter (junioren)     | 1.13,28 | 1 maart 1996     | Calgary        |
| jr8.  | 500 meter (junioren)      | 36,58   | 23 maart 1996    | Calgary        |
| jr9.  | 1000 meter (junioren)     | 1.13,14 | 23 maart 1996    | Calgary        |
| jr10. | Sprintvierkamp (junioren) | 146,465 | 24 maart 1997    | Calgary        |
| 1.    | Sprintvierkamp            | 141,995 | 23 november 1997 | Calgary        |
| 2.    | 1000 meter                | 1.10,16 | 29 december 1997 | Calgary        |
| 3.    | 1000 meter                | 1.09,09 | 15 januari 1999  | Calgary        |
| 4.    | Sprintvierkamp            | 140,050 | 16 januari 1999  | Calgary        |
| 5.    | 500 meter                 | 34,76   | 20 februari 1999 | Calgary        |
| 6.    | 1000 meter                | 1.08,66 | 20 februari 1999 | Calgary        |
| 7.    | Sprintvierkamp            | 138,310 | 21 februari 1999 | Calgary        |
| 8.    | 1000 meter                | 1.08,49 | 12 januari 2000  | Calgary        |
| 9.    | 500 meter                 | 34,63   | 29 januari 2000  | Calgary        |
| 10.   | 1000 meter                | 1.08,35 | 18 maart 2000    | Calgary        |
| 11.   | 1000 meter                | 1.08,28 | 11 maart 2001    | Salt Lake City |
| 12.   | 1000 meter                | 1.07,72 | 1 december 2001  | Salt Lake City |
| 13.   | Sprintvierkamp            | 137,285 | 2 december 2001  | Salt Lake City |
| 14.   | Sprintvierkamp            | 137,270 | 12 januari 2003  | Salt Lake City |
| 15.   | Sprintvierkamp            | 137,230 | 19 januari 2003  | Calgary        |
| 16.   | 500 meter                 | 34,03   | 9 november 2007  | Salt Lake City |
| 17.   | 2×500 meter               | 68,570  | 28 december 2007 | Calgary        |
| 18.   | 2×500 meter               | 68,310  | 15 maart 2008    | Calgary        |

#### Wereldrecords laaglandbaan (officieus)
| Nr. | Afstand    | Tijd    | Datum           | Baan  |
| --- | ---------- | ------- | --------------- | ----- |
| 1.  | 1000 meter | 1.09,21 | 19 januari 2002 | Hamar |
| 2.  | 500 meter  | 34,31   | 26 januari 2008 | Hamar |

|  | = huidig wereldrecord |

## Resultaten
| Jaar | CA Allround            | WK Sprint             | Wereldbeker                | Olympische Spelen  | WK Afstanden       | WK Junioren             |
| ---- | ---------------------- | --------------------- | -------------------------- | ------------------ | ------------------ | ----------------------- |
| 1995 | -                      | -                     | -                          |                    |                    | 16e (4e, 29e, 13e, 16e) |
| 1996 | NC15e · (, 26e, 7e, -) | -                     |                            |                    | NF2 500m           | 14e · (, 32e, 9e, 16e)  |
| 1997 | -                      | 9e (15e, 6e, 8e, 5e)  | 8e 1000m                   |                    | 10e 500m 4e 1000m  |                         |
| 1998 | -                      | · (, )                | 500m · 1000m               | 500m · 6e 1000m    | 500m · 1000m       |                         |
| 1999 | -                      | · (, )                | 500m · 1000m               |                    | 20e 500m 23e 1000m |                         |
| 2000 | -                      | · (, 4e, , )          | 500m · 1000m               |                    | 500m · 4e 1000m    |                         |
| 2001 | -                      | · (, 4e, 4e, 9e)      | 500m · 1000m               |                    | 500m · 1000m       |                         |
| 2002 | -                      | · (, )                | 500m · 1000m               | NF1 500m 13e 1000m |                    |                         |
| 2003 | -                      | · (, )                | 500m · 4e 1000m            |                    | 500m · 9e 1000m    |                         |
| 2004 | -                      | · (, 4e, , 4e)        | 11e 100m · 500m · 4e 1000m |                    | 500m · 1000m       |                         |
| 2005 | -                      | · (, 5e, , 8e)        | 16e 100m · 500m · 4e 1000m |                    | 500m · 8e 1000m    |                         |
| 2006 | -                      | 42e · (49e, 5e, 7e, ) | 4e 500m · 1000m            | 9e 500m 11e 1000m  |                    |                         |
| 2007 | -                      | -                     | -                          |                    | -                  |                         |
| 2008 | -                      | · (, , 7e)            | 24e 100m · 500m · 5e 1000m |                    | 500m · 4e 1000m    |                         |
| 2009 | -                      | -                     | 38e 500m                   |                    | -                  |                         |
| 2010 | -                      | -                     | 33e 500m 19e 1000m         | 9e 500m 14e 1000m  |                    |                         |

NC# = niet de laatste afstand gereden, wel als #e geklasseerd
NF# = niet gefinisht op de #e afstand

### Wereldbekerwedstrijden
| Jaar | 100m        | 500m                                                          | 1000m                                                 |
| ---- | ----------- | ------------------------------------------------------------- | ----------------------------------------------------- |
| 1996 |             | -, -, -, -, -, 2e (B), 2e (B), 5e (B), 7e (B), 3e (B), 3e (B) | -, -, -, -, 5e (B), 4e (B), 2e (B), 1e (B), 3e (B), - |
| 1997 |             | 21e, 22e, 7e, 1e (B), 9e, 8e, 12e, 14e, 6e, -, 11e, 10e       | 13e, 8e, 7e, 15e, 4e, 6e, 5e, 8e, 6e, , 10e           |
| 1998 |             | 9e, , , 9e, 5e, 4e                                            | , , 4e, 5e, , , 5e,                                   |
| 1999 |             | ,                                                             | , , 4e, ,                                             |
| 2000 |             | , , 6e, ,                                                     | , , 6e, ,                                             |
| 2001 |             | , , 4e,                                                       | , 5e, , 7e, 4e, , 5e, 9e, ,                           |
| 2002 |             | , , 7e, 11e, 7e, 5e,                                          | , , 4e, 4e, , 5e, 7e                                  |
| 2003 |             | , , 12e*, , , 8e*, 20e, -                                     | 4e, 5e, 5e, , , -, -                                  |
| 2004 | 11e, 11e, - | , , 5e, ,                                                     | 11e, , 6e, 5e, 6e, , 6e, 4e                           |
| 2005 | 11e, -, -   | , , 10e, 4e, ,                                                | 4e, 4e, 8e, , 9e, 7e, 5e, 5e, 10e                     |
| 2006 |             | , , 5e, , -, -, -, -, 14e,                                    | 4e, , , 4e, 11e, -, -, -, -,                          |
| 2007 |             |                                                               |                                                       |
| 2008 |             | , , -, -, -, -, ,                                             | , , -, -, -, , 7e, 4e, 8e                             |
| 2009 |             | 7e, -, -, -, -, -, -, -, -, -, -, -, -                        |                                                       |
| 2010 |             | -, -, -, -, -, 1e (B)                                         | -, -, 2e (B)                                          |

- = geen deelname
* = 100m als onderdeel van de wereldbeker 500m
(B) = B-divisie

### Medaillespiegel

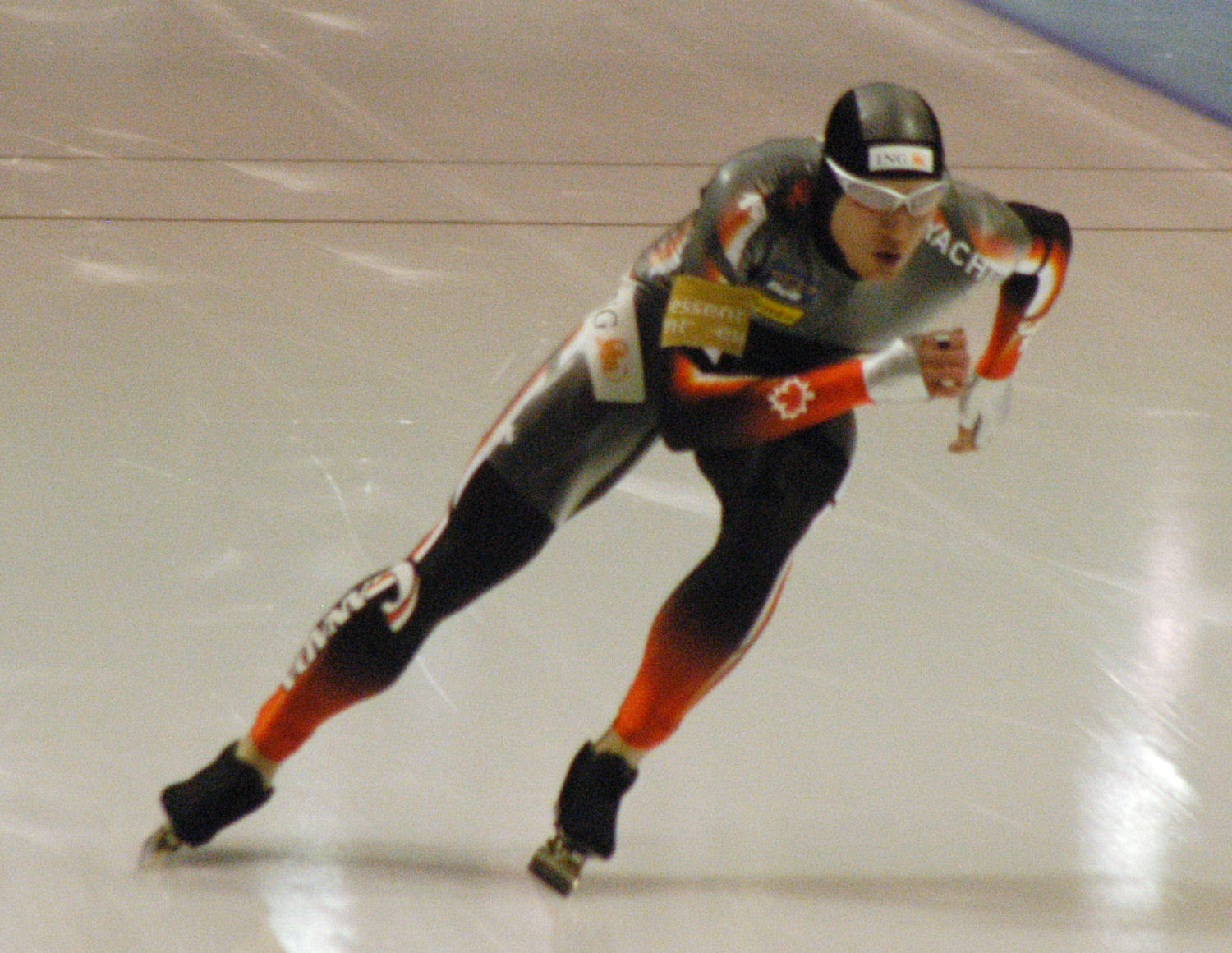
Wotherspoon (2008)

| Kampioenschap              | Goud | Zilver | Brons |
| -------------------------- | ---- | ------ | ----- |
| CA Allround wedstrijden    | 0    | 0      | 1     |
| CA Allround eindklassement | 0    | 0      | 0     |
| WK Sprint wedstrijden      | 14   | 6      | 8     |
| WK Sprint eindklassement   | 4    | 4      | 1     |
| Wereldbeker wedstrijden    | 67   | 27     | 29    |
| Wereldbeker eindklassement | 12   | 1      | 1     |
| Olympische Spelen          | 0    | 1      | 0     |
| WK Afstanden               | 4    | 3      | 3     |
| WK junioren wedstrijden    | 0    | 1      | 0     |
| WK junioren eindklassement | 0    | 0      | 0     |
| Totaal                     | 101  | 43     | 43    |